# Viola batava
Viola batava är en violväxtart som beskrevs av Abraham Willem Kloos. Viola batava ingår i släktet violer, och familjen violväxter. Inga underarter finns listade i Catalogue of Life.